# Antennatus linearis
Antennatus linearis är en fiskart som beskrevs av Randall och Holcom 2001. Antennatus linearis ingår i släktet Antennatus och familjen Antennariidae. Inga underarter finns listade i Catalogue of Life.